# استخوان‌های نپر

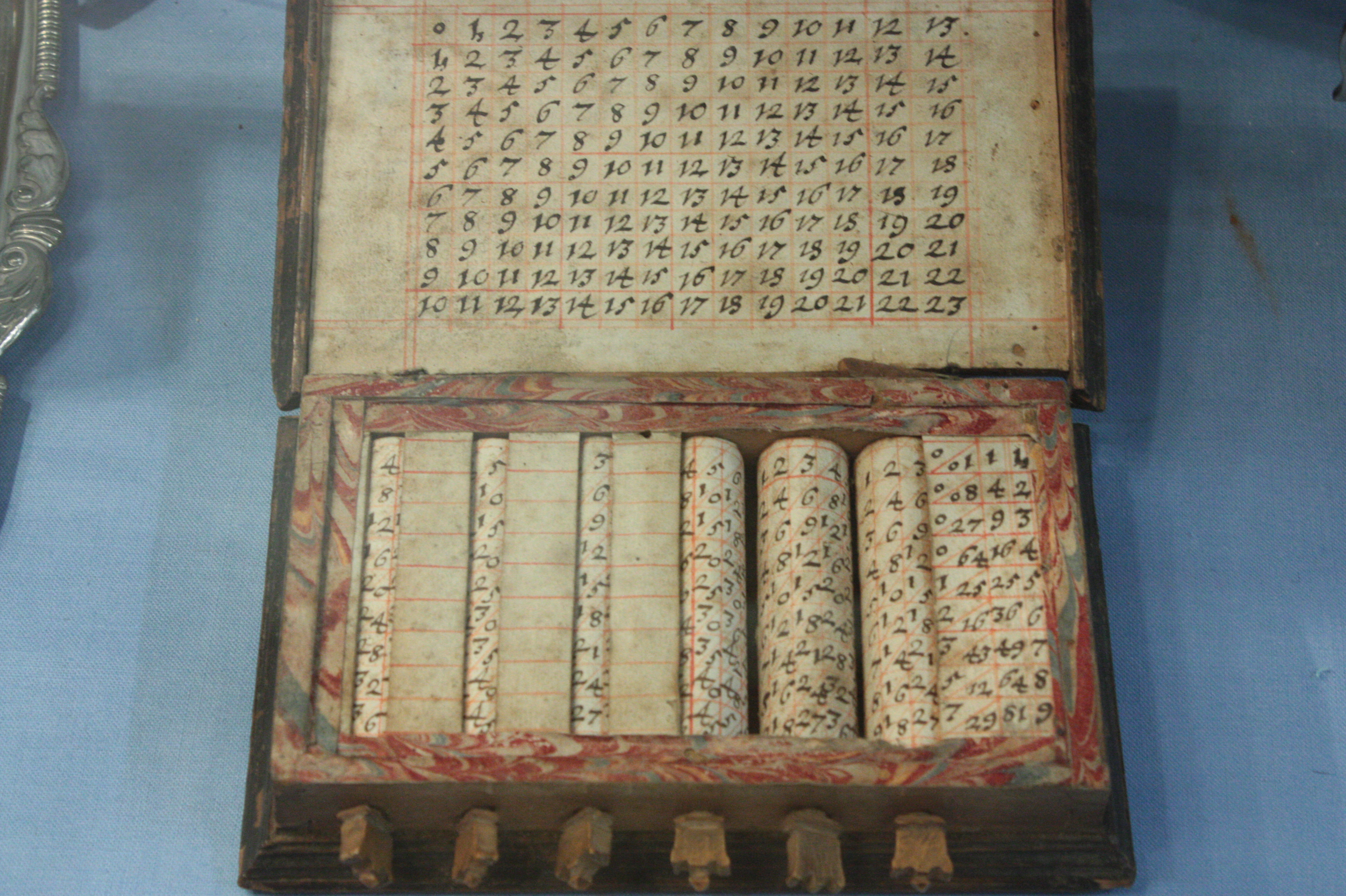
مجموعه ای از استخوان‌های نپر در قرن ۱۸

استخوان‌های نپر (به انگلیسی Napier's bones) یک دستگاه محاسبه دستی است که توسط جان نپر ریاضیدان اسکاتلندی ساخته شده‌است. این ریاضیدان حدود چهارصد سال پیش با استفاده از لگاریتم، چوب خطهایی را اختراع کرد که به استخوانهای نپر یا چوب خطهای نپر مشهورند. او این چوب خطها را برای کمک به بازرگانان ابداع نمود. بازرگانان این چوب خطها را با خود می‌بردند تا به کمک آنها عملیات ضرب، تقسیم و جذر را به راحتی انجام دهند.چوب خطهای نپر، ده قطعه مکعب مستطیل بلند بودند که جنس آنها از استخوان، عاج، چوب یا فلز بود، و روی هر یک از چهار وجه آنها مضارب رقم‌های مختلف حک شده بودند. مضارب به صورت ستونی فهرست شده بودند و هر مضرب درون مربعی قرار داشت که یک قطر آن رسم شده بود و رقم دهگان هر مضرب در بالا و رقم یکان آن در پایین قرار داشت. این اختراع نپر در کتاب رابدولوژی او در سال ۱۶۱۷ شرح داده شده‌است.

## ضرب با استخوان‌های نپر
مثال ۱ : شکل زیر نمونه ای از کاربرد این چوب خطها را برای ضرب ۴۲۵ در ۶ نشان می‌دهد. برای انجام ضرب چوب خطهایی را انتخاب می‌کنیم که اعداد ۴ و ۲ و ۵ در بالای آنها نوشته شده‌است.
سپس سطر ششم را پیدا می‌کنیم.
و با شروع از سمت راست اعداد داخل هر متوازی‌الأضلاع را با هم جمع کرده و حاصل را به دست می‌آوریم.
بنابراین حاصل ضرب ۴۲۵ در ۶ برابر است با ۲۵۵۰.
مثال ۲ : گاهی اوقات ممکن است حاصل جمع دو عدد داخل یک متوازی‌الأضلاع بیشتر از ۱۰ شود. برای مثال برای حاصل ضرب ۶۷۸۵ در ۸ جوب خطها با ارقام ۶، ۷، ۸ و ۵ را انتخاب کرده و در کنار هم قرار می‌دهیم.
سطر هشتم از این چوب خطها را پیدا می‌کنیم.
حاصل جمع یک متوازی‌الأضلاع ممکن است بیشتر از ۱۰ شود که رقم دهگان آن را به متوازی‌الأضلاع دست چپ آن منتقل می‌کنیم.
بنابراین حاصل ضرب ۶۷۸۵ در ۸ برابر استا با ۵۴۲۸۰.
مثال ۳ : نمونه سوم حاصل ضرب ۸۲۵ در ۹۱۳ می‌باشد. برای بدست آوردن این حاصل ضرب ابتدا چوب خطهای ۸، ۲ و ۵ ر انتخاب کرده و در کنار هم قرار می‌دهیم.
سپس سطرهای ۱، ۳ و ۹ را در این چوب خطها پیدا می‌کنیم؛ و اعداد داخل متوازی‌الأضلاعهای هر سطر را با هم جمع می‌نماییم. 
در انتها اعداد بدست آمده را با حفظ ارزش مکانی آنها زیر هم می‌نویسیم و با هم جمع می‌نماییم.
  
```
 825

x 913

 2475
 8250

+742500

 753225
```

بنابراین حاصل ضرب دو عدد ۸۲۵ در ۹۱۳ برابر است با 753225.

## تقسیم با استخوان‌های نپر
تقسیم با استخوان‌های نپر نیز مشابه ضرب آن انجام می‌گیرد. برای مثال عدد ۴۶۷۸۵۳۹۹ را بر ۹۶۴۳۱ تقسیم می‌کنیم. چوب خطهای ارقام عدد مقسوم علیه را انتخاب کرده و در کنار هم قرار می‌دهیم. سپس حاصل جمع هر سطر را در کنار آن می‌نویسیم. اگر به حاصل جمعهای بدست آمده دقت کنید تعداد ارقام هر یک از آنها برابر ۶ رقم می‌باشد. به همین دلیل از دو رقم سمت راست مقسوم یعنی ۹۹ صرف نظر می‌کنیم؛ و بزرگترین حاصل جمعی را که از عد ۴۶۷۸۵۳ کوچکتر می‌باشد را پیدا کرده و از آن کم می‌کنیم؛ و رقم مربوط به این حاصل جمع را در خارج قسمت می‌نویسیم. سپس مطابق تصویر زیر عدد ۹۹ را در کنار تفاضل بدست آمده قرار می‌دهیم؛ و دوباره شش رقم سمت چپ این عدد را در نظر می‌گیریم؛ و بزرگترین حاصل جمعی را که از ۸۲۱۲۹۹ کوچکتر است پیدا نموده و زیر آن می‌نویسیم. به همین ترتیب ادامه می‌دهیم تا عدد باقیمانده کمتر از مقسوم علیه گردد.
بنابراین حاصل تقسیم ۴۶۷۸۵۳۹۹ بر ۹۶۴۳۱ برابر است با عدد مخلوط {\displaystyle 485{\frac {16364}{96431}}}.
در صورت نیاز می‌توان این تقسیم را ادامه داد و حاصل تقسیم را به صورت یک عدد اعشاری بدست آورد. برای این منظور یک ممیز در خارج قسمت قرار داده و یک صفر به باقیمانده اضافه کنید؛ و این روند را ادامه دهید.